# Линия (гурт)
Лінія — російський рок-гурт, свій стиль самі визначають як new-wave rock.

## Історія
Діма «Dopler», Юра Воронцов і Роман Сочалін грали разом з початку 2000-х, але справжнє народження групи відбулося тільки в кінці 2004 року з приходом в гурт барабанщика Валентина Павлова — склад остаточно сформувався, був вибраний чіткий напрям руху гурт і рокери впевнено почали свій шлях вгору, записавши в тому ж 2005 року після декількох демо-записів свій дебютний ЕР «Не Шкодуючи Ні Про Що» і відправившись в свій перший невеликий тур в його підтримку.
Через якийсь час в Лінії постало питання про те, що гурту необхідна участь ще одного гітариста, щоб зробити звучання колективу щільнішим і різноманітнішим. Після декількох пробних спроб, в травні 2006 року до групи приєднався другий гітарист Кирило Фендер і, вже вп'ятьох гурт приступив до активних репетицій. Багато композицій переаранжировували, стало з'являтися багато нових пісень, нарешті став вимальовуватися повноцінний дебютний альбом Лінії.
Восени 2006 року гурт став фіналістом російської альтернативної премії RAMP 2006 в номінації «Хіт Року» з піснею «Без Тебе», проте, при «певному» збігу обставин заповітна статуетка дісталася іншому гурту.
В 2007 за декілька днів до початку туру (до якого повинне було увійти близько 20 міст Росії і СНД) на підтримку диска, вокаліст гурту Юрій Воронцов оголосив про те, що з особистих причин не зможе поїхати в більшість міст. У результаті він вирішив, що мабуть всім буде легше і зручніше якщо він покине колектив. 4 червня 2007 гурт вперше в своїй історії виступали на одній сцені з відомим американським колективом — гуртом AIDEN, і це був останній концерт коли Юрій Воронцов піднявся на сцену у складі гурту Лінія.
Після невеликого відпочинку, в середині червня 2007 були початі пошуки нового фронтмена для гурту, які закінчилися тільки через 2 місяці — в середині серпня вокалістом гурту став Василь Писаренко.
В січні 2008 року басистий Роман Сочалін, вирішив покинути гурт також у зв'язку з своїми особистими проблемами. Його місце дуже швидко зайняв новий учасник — Кирило Черепанов.

## Дискографія
- «Не шкодуючи Ні Про Що» / EP (2005 р.)
- «Розкриваючи Вікна» / сингл (2006 р.)
- «Два Серця Два Вогні» / альбом (2007 р.)

## Склад гурту
- Василь Пісаренко (вокал)
- Валентин Павлов (барабани)
- Кирило Фендер (гітара)
- Дмитро «Dopler» Дружків (гітара, вокал)
- Кирило Черепанов (бас-гітара)